# James H. Gray
James Harrison „Jimmy“ Gray Sr. (* 14. Mai 1915 in Westfield, Massachusetts; † 19. September 1986 in Boston) war ein US-amerikanischer Politiker der Demokratischen Partei und Medienunternehmer, der hauptsächlich im US-Bundesstaat Georgia wirkte. Der Besitzer des im Zeitungs- und TV-Geschäft aktiven Unternehmens Gray Communications Systems wurde in den 1960er Jahren als Unterstützer der Rassentrennung und als Gegner der Bürgerrechtsbewegung bekannt. Von 1960 bis 1962 sowie von 1966 bis 1970 war er Vorsitzender der Democratic Party of Georgia, des Landesverbandes der Demokratischen Partei in Georgia. Eine Kandidatur um das Amt des Gouverneurs von Georgia endete 1966 mit einer Niederlage in den Vorwahlen. Von 1973 bis zu seinem Tod amtierte er als Bürgermeister seiner langjährigen Heimatstadt Albany.

## Frühe Jahre

### 1915–1945: Kindheit, Studium und Zweiter Weltkrieg
James Gray wurde 1915 in Westfield, Massachusetts, geboren. Sein Vater war Staatsanwalt im nah gelegenen Stockbridge, wo Gray in unmittelbarer Nachbarschaft zum Maler Norman Rockwell aufwuchs. Privat hörte er auf den Spitznamen „Jimmy“. Im Jahr 1937 schloss Gray ein Bachelorstudium der Anglistik am Dartmouth College in New Hampshire ab, während dem er Mitglied diverser Sportteams und der Ehrengesellschaft Phi Beta Kappa gewesen war. Danach begann er ein postgraduales Studium der Weltgeschichte an der Universität Heidelberg. Parallel verfasste er als Auslandskorrespondent für den New York Herald Tribune Artikel über NS-Deutschland. Nach acht Monaten kehrte er 1939 im Angesicht des Zweiten Weltkriegs in die USA zurück. Dort arbeitete er zunächst als Politikjournalist für den New York Herald Tribune und später als Reporter für den Hartford Courant.
Im Jahr 1943, kurz vor seinem 30. Geburtstag, heiratete Gray Dorothy Ellis, die Tochter eines Textilfabrikanten aus Springfield, Massachusetts. Das Ehepaar wurde Eltern zweier Söhne und einer Tochter. Grays Schwiegervater besaß neben der Textilfabrik auch eine Plantage in Georgia, auf der das Paar gut vier Monate pro Jahr verbrachte. Als Gray nach dem Eintritt der Vereinigten Staaten in den Zweiten Weltkrieg zum Militärdienst eingezogen wurde, kehrte er nach Georgia zurück, da er als Teil der 82nd Airborne Division in Fort Benning stationiert wurde. Dort durchlief Gray die Grundausbildung, ehe er als Fallschirmjäger an die Front versetzt wurde. In den nächsten Monaten diente er als Teil der 101st Airborne Division in Nordafrika, Sizilien und Frankreich.

### 1946–1959: Umzug nach Georgia, Aufbau seines Unternehmens

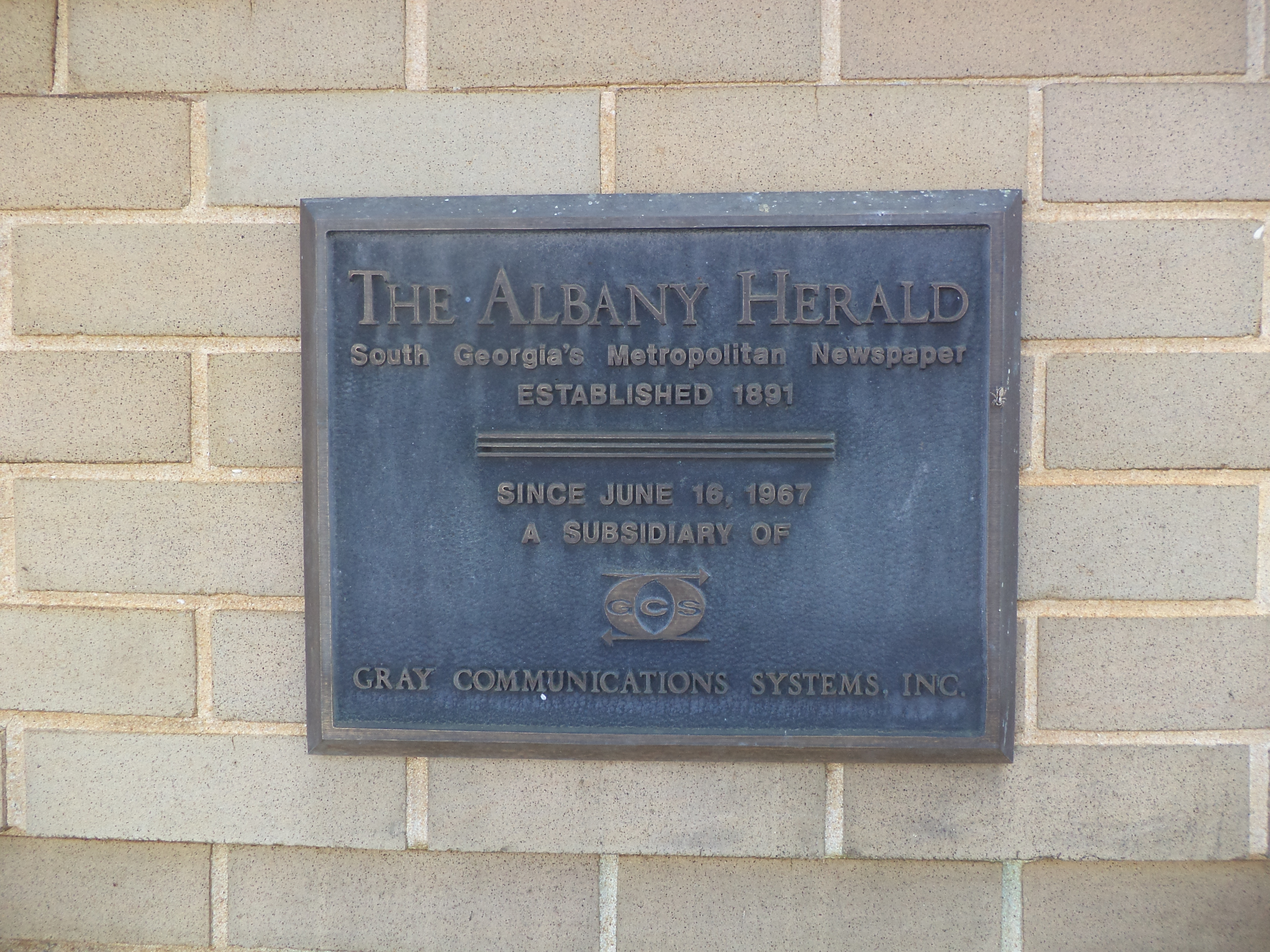
Plakette für den Albany Herald im Albany (2013)

Nach seiner Rückkehr aus dem Krieg entschloss sich Gray, sich dauerhaft mit seiner Familie in Georgia niederzulassen. 1946 fand er eine neue Heimat in der im Süden Georgias gelegenen Stadt Albany. Nicht zuletzt hatte er das Wachstumspotential der Region erkannt. Zunächst baute er sich eine eigene Plantage auf, doch sein Interesse richtete sich vor allem auf die lokale Tageszeitung, den Albany Herald. Bereits vor seinem Einsatz im Zweiten Weltkrieg hatte Gray mit dem Gedanken gespielt, die Zeitung zu kaufen. Nun arbeitete er zunächst als Reporter für das Blatt, doch seine Absicht zum Kauf der Zeitung war geblieben, zumal der damalige Eigentümer keine Erben für das bis dahin als Familienunternehmen geführte Blatt hatte und deshalb einen Käufer für die Zeitung suchte. Noch im gleichen Jahr erwarb Gray den Albany Herald für 250.000 $, die er über ein Darlehen seines Schwiegervaters finanzierte. In den nächsten Jahren baute er das strauchelnde Geschäft der Zeitung um und konnte das Blatt nach wenigen Jahren profitabel führen. Nach der Übernahme des Albany Herald baute Gray ein eigenes Medienunternehmen auf, das später unter dem Namen Gray Communications Systems, Inc. bekannt wurde.
1952 waren Gray und der Albany Herald in mehrere Gerichtsprozesse gegen Albanys Stadtverwaltung und die Abgeordneten der Stadtversammlung verwickelt. Zunächst hatte Gray vor Gericht eine Verfügung erzielt, die es den Abgeordneten verbot, Geschäfte mit der Stadt zu machen. Die Abgeordneten und die Stadtverwaltung verklagten daraufhin Gray und den Albany Herald, da ihrer Meinung nach diese Verfügung durch Grays Stimmungsmache in seiner Zeitung unrechtmäßig verursacht worden war. Diese Gegenklage wurde allerdings abgewiesen. Fortan betonte Gray die Bedeutung einer freien und kritischen Presse. Wenig später kaufte Gray mit WALB auch die lokale Radiostation in Albany auf, deren Angebot er bald um eine TV-Station erweiterte. Als WALB-TV 1954 auf Sendung ging, handelte es sich erst um die zweite TV-Station in Georgia überhaupt. WALB wurde Teil des Netzwerks von NBC und konnte dank Ultrakurzwellentechnik selbst noch im 275 Kilometer entfernten Jacksonville, Florida, empfangen werden. In den nächsten Jahren expandierte Gray weiter: 1960 übernahm Gray Communications Systems die TV-Station WJHG in Panama City (Florida), Ende der 1960er Jahre folgte die TV-Station KTVE, die El Dorado (Arkansas) und Monroe (Louisiana) abdeckte. Durch diese unternehmerischen Aktivitäten kam Gray schnell zu Wohlstand; unter anderem war er Ende der 1950er Jahre in Besitz eines Privatflugzeugs.

### 1946–1959: Politischer Aufstieg
Gray engagierte sich auch politisch und gehörte der Demokratischen Partei an, die damals in den Südstaaten eine unangefochtene Machtposition innehatte („Solid South“). Innerparteilich unterschied man zwischen den „Regulars“, die die Aufrechterhaltung der Rassentrennung unterstützten, und den reformorientierten „Loyalists“. Gray unterstützte die Rassentrennung und wurde daher dem Lager der konservativen „Regulars“ zugerechnet. Zwei Jahre nach seinem Umzug nach Georgia, 1948, unterstützte er den erfolgreichen Gouverneurswahlkampf von Herman Talmadge als Berater von dessen Wahlkampfteam. Talmadge war ein „Regular“-Politiker aus einer prominenten, einflussreichen Familie, was Gray zu einem schnellen Aufstieg in der Hierarchie der Democratic Party of Georgia verhalf. Ab den späten 1940er Jahren gerieten die „Regulars“ in Zwist mit den nationalen Demokraten, die immer mehr auf gleichwertige Bürgerrechte für alle Amerikaner drängten. Es war deshalb für konservative Südstaaten-Demokraten nicht unüblich, auf nationaler Ebene gegen die eigene Partei zu rebellieren. So unterstützte Gray entgegen seiner Parteizugehörigkeit sowohl 1952 als auch 1956 den Republikaner Dwight D. Eisenhower im Duell um das Weiße Haus.
Trotz politischer Differenzen verband Gray gleichzeitig eine langjährige Freundschaft mit John F. Kennedy, einem aufstrebenden Politiker der Nordstaaten-Demokraten. Ursprünglich war Gray mit dessen älterem Bruder Joseph P. Kennedy junior befreundet gewesen, den er während seiner College-Zeit kennengelernt hatte. Über Joseph lernte Gray im Laufe der Jahre auch dessen jüngerem Bruder John kennen und schätzen. Diese Verbindung blieb auch nach Josephs Tod im Zweiten Weltkrieg und Grays Umzug nach Georgia bestehen. Mittlerweile US-Senator für Massachusetts mit Ambitionen auf das Weiße Haus, nahm Kennedy 1958 eine Einladung seines Freundes nach Albany an. Im März 1959 wurde Gray von der Association of the County Commissioners zum „Georgia Citizen of the Year“ gewählt.

## Politische Karriere im Georgia der 1960er Jahre

### 1960–1962: Erste Amtszeit als Vorsitzender der Democratic Party of Georgia, Präsidentschaftswahl 1960
Anfang Februar 1960 wurde Gray als erster außerhalb von Georgia geborener Politiker von Gouverneur Ernest Vandiver zum Vorsitzenden der Democratic Party of Georgia ernannt und wenig später in einer parteiinternen Abstimmung bestätigt. Damit übernahm er die Leitung der Demokraten in Georgia zu einer Zeit, in der die Bürgerrechtsbewegung erstarkte und ihre Forderungen mehr und mehr von den nationalen Demokraten aufgegriffen wurden. Der Aufstieg Grays in ein politisches Amt von überregionaler Bedeutung erfolgte zudem kurz vor der Präsidentschaftswahl 1960, in der auch John F. Kennedy kandidierte. Zu Jahresbeginn versprach er Kennedy in einem persönlichen Brief, alles zur Unterstützung seiner Kandidatur zu tun. Noch Anfang April bezeichnete Gray als Parteivorsitzender den Sieg Kennedys in der Vorwahl von Wisconsin als „sehr wichtig“. Parallel verhandelte er zusammen mit anderen „Regulars“ mit Robert F. Kennedy über die Position von dessen Bruder zur Rassentrennung, um einer formalen Unterstützung Kennedys durch die Demokraten von Georgia auf dem Nominierungsparteitag den Weg zu bereiten. Diese Bemühungen wurden aber durch Georgias US-Senatoren Herman Talmadge und Richard B. Russell torpediert, die mit dem texanischen US-Senator Lyndon B. Johnson einen Südstaatler als Kandidaten bevorzugten. Am Ende unterstützte die Delegation von Georgia auf der Democratic National Convention 1960 (DNC) die Kandidatur Johnsons.

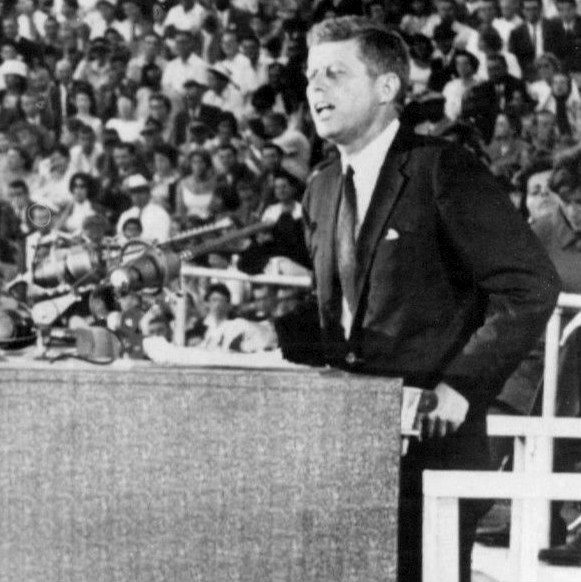
John F. Kennedy auf der DNC 1960

Als Teil der Delegation Georgias nahm auch Gray an der DNC 1960 teil. Dort positionierte er sich als Wortführer der konservativen Südstaaten-Demokraten, die die Rassentrennung verteidigt wissen wollten. Insbesondere ging es ihnen um das Parteiprogramm, das so sehr wie keines zuvor die Forderungen der Bürgerrechtsbewegung unterstützte. Erfolglos versuchte die Gruppe um Gray deshalb, die Haltung des Wahlprogramms abzuschwächen. Aus diesem Grund gaben die konservativen Südstaaten-Demokraten ein alternatives Parteiprogramm (minority report) zu Protokoll, das die Rassentrennung verteidigte und von Gray in einer Parteitagsrede vorgestellt wurde, die im nationalen Fernsehen live übertragen wurde. Unter anderem verteidigte der minority report explizit die Rassentrennung in Schulen. Nach dem Parteitag, auf dem Kennedy als Präsidentschaftskandidat und Johnson als sein Vize nominiert worden waren, wurde Gray in Georgia als Presidential Elector für die Demokratische Partei nominiert. Da Kennedy den Staat auch gewann, vertrat Gray anschließend Georgia im Electoral College. Die Debatte um den Umgang mit der Bürgerrechtsbewegung führte allerdings zu Forderungen, dass die Wahlmänner Georgias ungeachtet des Ergebnisses der Wahl anstelle von Kennedy für einen Unterstützer der Rassentrennung wie Harry Byrd stimmen sollten. Tatsächlich hatte die Democratic Party of Georgia noch vor der Hauptwahl einen Beschluss durchgesetzt, der die Electors von der Pflicht entband, den Ergebnissen der öffentlichen Wahl zu folgen. Gray gehörte in den nächsten Monaten zu einer Gruppe von Wahlmännern, die sich in Hinblick auf ihre Intentionen bedeckt hielten. Am Ende stimmten aber alle zwölf Wahlmänner von Georgia für Kennedy und Johnson, die die Präsidentschaftswahl knapp gewannen. Ende 1960 schlug Gray eine Einladung zu einer TV-Debatte mit Martin Luther King über die Legitimität von Sitzblockaden als Methode der Bürgerrechtsbewegung aus, da King aus seiner Sicht offen die Gesetze von Georgia missachtet habe. So lautete zumindest die offizielle Begründung, doch hinter den Kulissen hatte Präsident John F. Kennedy seinen alten Freund gedrängt, die Einladung des Fernsehsenders NBC auszuschlagen, da sich Kennedy der Bedeutung seiner afroamerikanischen Unterstützer bei seinem Wahlsieg bewusst geworden war. Anstelle von Gray nahm James J. Kilpatrick die Einladung an.
Für die Gouverneurswahl 1962 unterstützte Gray die Kandidatur von Ex-Gouverneur Marvin Griffin, ein „Regular“, der die Wahl gegen den relativ moderaten Carl Sanders verlor. Aus diesem Grund gab Gray den Parteivorsitz der Demokraten nach der Wahl Sanders’ ab. Parallel wurde Gray in eine gerichtliche Auseinandersetzung verwickelt, die sich aus seiner Tätigkeit als Parteivorsitzender ergeben hatte. Die Democratic Party of Georgia nutzte zu jener Zeit für ihre Vorwahlen ein County Unit System, bei dem nicht die Summe aller abgegebenen Stimmen den Sieger entschied, sondern jedes County abhängig von seiner Größe eine bestimmte Anzahl von unit votes bekam, die an den Sieger des jeweiligen Countys gingen. Wer am meisten unit votes bekam, gewann die Wahl. Dieses System übervorteilte die konservativen ländlichen Gebiete Georgias und limitierte damit die Erfolgschancen von reformorientierten Kandidaten, zumal die Demokratische Partei damals den Bundesstaat uneingeschränkt dominierte und ihre Vorwahlen somit de facto den Wahlsieger bestimmten. Ein Wähler namens James Sanders verklagte daraufhin die Democratic Party of Georgia und den Bundesstaat wegen einer Verletzung der Equal Protection Clause. Gray wurde als damaliger Parteivorsitzender als Hauptangeklagter in der Klageschrift genannt, weshalb sein Name auch in der Bezeichnung des Gerichtsprozesses auftauchte: Sowohl der United States District Court for the Northern District of Georgia als auch der Supreme Court erklärten in Gray v. Sanders das County Unit System für verfassungswidrig.

### 1961–1964: Gray und die Bürgerrechtsbewegung in Albany
Neben der bundesstaatlichen Ebene machte Gray stets auch Lokalpolitik. Von 1954 bis in die 1970er Jahre gehörte er der Handelskammer von Albany an, spätestens ab den frühen 1960er Jahren saß er auch in der Stadtverordnetenversammlung Albanys und war eines der einflussreichsten Mitglieder des Gremiums. Jahrelang leitete er zudem die einflussreiche Albany Water, Gas and Light Commission. Gepaart mit seiner TV-Station und seiner Tageszeitung, die die Monopolstellung in Albany besaß, war er einer der mächtigsten Bürger der Stadt: Der Historiker und Bürgerrechtsaktivist Howard Zinn bezeichnete Gray als „the most powerful political figure in Albany“ („die mächtigste politische Figur in Albany“) in den frühen 1960er Jahren.

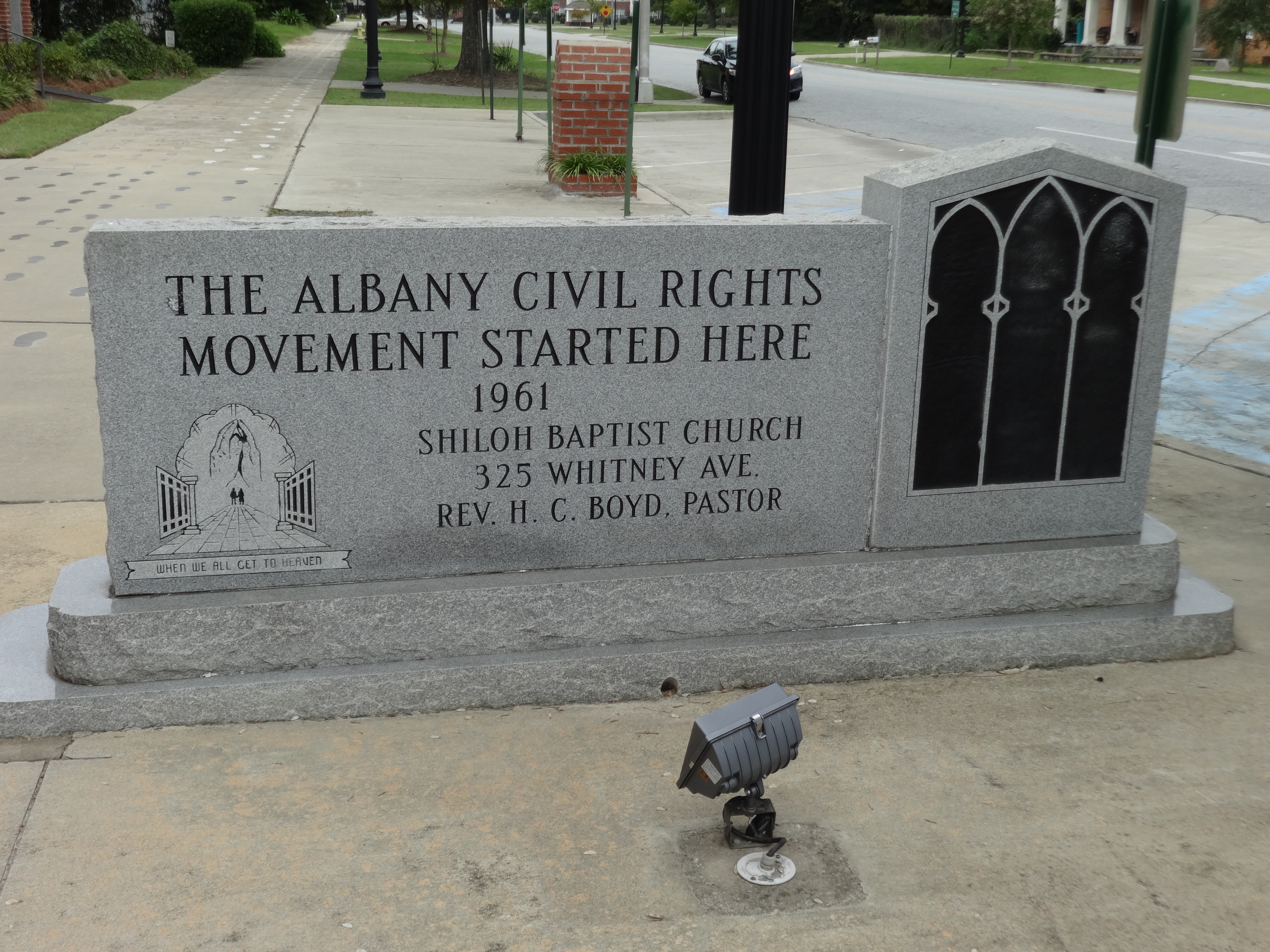
Memorial zum Beginn des „Albany Movements“

Albany hatte als Teil des sogenannten „Black Belt“ nicht nur einen signifikanten afroamerikanischen Bevölkerungsanteil, sondern auch seit Jahrzehnten mit einem lokalen Ableger der NAACP eine aktive Bürgerrechtsbewegung. Unter Mitwirkung des Student Nonviolent Coordinating Committee wurde ab Sommer 1961 die Rassentrennung in der Stadt durch afroamerikanische Aktivisten immer mehr herausgefordert, woraus sich im November 1961 das „Albany Movement“ bildete. Nach ersten Verhaftungswellen gegen die Bürgerrechtler holten die Anführer der Bewegung den Bürgerrechtspastoren Martin Luther King nach Albany, der sich an die Spitze der Bewegung setzte. Das weiße Establishment der Stadt lehnte sich mit aller Kraft gegen die dadurch wiederbelebte Kampagne auf; Massenverhaftungen, darunter von King selbst, im Dezember 1961 waren die Folge. Gray positionierte sich in dieser Zeit in Opposition zur Desegregation. In Editorials im Albany Herald rief er die Stadtversammlung auf, nicht auf die Forderungen der Bürgerrechtsbewegung einzugehen. Durch seine Freundschaft mit Präsident Kennedy gelang es ihm zudem, ein Eingreifen des Bundes in Albany zu verhindern. Privat jedoch setzte sich Gray über seine Kontakte zu Kennedy für die Freilassung von King und dessen Unterstützern ein.
Eine zweite Hochphase erreichte das Albany Movement im Sommer 1962 nach dem Gerichtsverfahren gegen King, das der Verhaftung im vorherigen Winter anhängig war. Erneute Massenverhaftungen durch die Polizei der Stadt beendeten die Bewegung allerdings; King bezeichnete diesen Ausgang öffentlich als Niederlage. Wenngleich sich die nationale Aufmerksamkeit auf andere Schauplätze der Bürgerrechtsbewegung verlagerte, setzten die lokalen Aktivisten in Albany ihr Engagement fort und konnten im Frühjahr 1963 die Aufhebung der Rassentrennung im öffentlichen Raum erreichen. Im Juni 1963 erwarb Gray deshalb ein vormals öffentliches Schwimmbad: Da das Bad fortan Privatbesitz war, konnte Gray ohne Einfluss etwaiger Gesetze und öffentlicher Anordnungen bestimmen, wer Einlass bekam und wer nicht, und somit die Rassentrennung aufrechterhalten. Gleiches tat er mit einem einst öffentlichen Tennisplatz.
Das Albany Movement stand allerdings erst am Anfang der Umwälzungen, die die Bürgerrechtsbewegung in den 1960er Jahren loslöste. Zunehmend wurden Forderungen aus der Bundespolitik laut, die Rassentrennung im Süden durch ein Eingreifen des Bundes zu beenden. Im Sommer 1964 unterzeichnete Präsident Lyndon B. Johnson, der nach der Ermordung Kennedys diesem ins Präsidentenamt nachgefolgt war, den Civil Rights Act, der eine Benachteiligung von US-Bürgern aufgrund ihrer Hautfarbe für illegal erklärte. Damit standen die Segregationisten auf verlorenem Posten da. Bei der Präsidentschaftswahl 1964 unterstützte Gray daher mit Barry Goldwater den konservativen, republikanischen Herausforderer Johnsons. Tatsächlich wurde er zu einer der Führungsfiguren der „Democrats for Goldwater“. Zusammen mit Ex-Gouverneur Marvin Griffin und dem ultrakonservativen Aktivisten Lester Maddox war er der Anführer dieser Pro-Goldwater-Bewegung unter den Demokraten von Georgia. Goldwater konnte im November 1964 zwar Georgia und einige weitere Südstaaten für sich entscheiden, unterlag aber Johnson dennoch deutlich.

### 1966: Kandidatur für das Gouverneursamt

Ergebnisse der Vorwahlen nach den Siegern der Counties, je nach Höhe des Anteils stärker gefärbt:
Ellis Arnall
Lester Maddox
Jimmy Carter
James H. Gray
Garland T. Byrd
Gray war vor allem im Südwesten Georgias rund um seine Heimatstadt Albany stark

Im Vorfeld der Gouverneurswahlen 1966 herrschte lange Zeit Unklarheit darüber, wer für die „Regulars“ antreten soll. Der immer noch dominierende Politiker des konservativen Parteiflügels, US-Senator Herman Talmadge, liebäugelte mit einer Kandidatur, lehnte diese aber am Ende zugunsten seines Senatssitzes ab. Anschließend erklärte Ex-Gouverneur Ernest Vandiver seine Kandidatur, zog sich aber wenig später nach einem Herzinfarkt aus dem Rennen zurück. Obwohl er nie zuvor in einer öffentlichen Wahl für ein überregionales politisches Amt kandidiert hatte, gab daraufhin Gray seine Kandidatur bekannt. In kurzer Zeit konnte er viele prominente „Regulars“ hinter sich vereinen und positionierte sich somit als Kandidat des Talmadge-Flügels: Talmadge und Königsmacher Roy V. Harris sprachen sich öffentlich für Grays Kandidatur aus. Dasselbe galt für Vandiver, der aber aufgrund seines Gesundheitszustandes keine aktive Rolle in Grays Wahlkampf einnehmen konnte. Neben Gray traten auch der gemäßigte frühere Vize-Gouverneur Garland T. Byrd und der populistische, ultrakonservative Außenseiter Lester Maddox auf der Seite der „Regulars“ an, während aufseiten der „Loyalists“ der offen reformorientierte Ex-Gouverneur Ellis Arnall und der sich als moderat präsentierende Staatssenator Jimmy Carter ins Rennen gingen.
Millard B. Grimes charakterisierte Gray in der Gouverneurswahl 1966 als Kandidaten des Establishments. Zusammen mit Arnall wurde Gray im Gegensatz zu den übrigen Kandidaten von der politischen und wirtschaftlichen Elite Georgias unterstützt, was sich sowohl in einer guten Wahlkampforganisation als auch in einer soliden Finanzierung seiner Kampagne widerspiegelte. In der Wählerschaft wurde Gray jedoch vor allem von ländlichen Wählern unterstützt, besonders aus den Ebenen im Süden des Bundesstaates, wo auch Talmadge traditionell stark war. Gerüchte, nach denen Personen aus dem Dunstkreis Grays versucht hatten, Maddox per Bestechung zum Ausstieg zu bewegen, bewertete der Historiker Bradley R. Rice 1988 als „glaubhaft“.
Das Ergebnis der Vorwahl war knapp: Arnall fand sich mit 29 % auf Platz 1 wieder, gefolgt von Maddox mit 23 %, Carter mit 20 % und Gray mit 19 %. Byrd landete abgeschlagen mit 5 % Prozent der Stimmen auf Platz 5. Da kein Kandidat eine einfache Mehrheit hatte gewinnen können, musste eine Stichwahl zwischen Arnall und Maddox abgehalten werden. Gray schied damit aus dem Rennen aus. Maddox bemühte sich aber vor der Stichwahl um Grays Unterstützung, den er zwar einerseits des Bestechungsversuchs verdächtigte, der aber andererseits grob seinen politischen Positionen entsprach und ein gewisses organisatorisches Vermögen und rhetorisches Talent mitbrachte. Gray verweigerte Maddox zwar ein offizielles Endorsement, unterstützte aber dessen weiteren Wahlkampf sowohl finanziell als auch organisatorisch. In der Stichwahl konnte sich „Regular“ Maddox gegen „Loyalist“ Arnall durchsetzen. Auch in der Hauptwahl war Maddox siegreich.

### 1966–1970: Zweite Amtszeit als Parteivorsitzender, DNC 1968
Im Anschluss an die Vorwahl wurde Gray von Maddox für eine zweite Amtszeit als Parteivorsitzenden der Demokraten in Georgia vorgeschlagen. Diese Nominierung wurde auf einem Parteitag der Democratic Party of Georgia im Oktober 1966 formal angenommen. Die Auswahl von Gray für den Posten des Parteivorsitzenden überraschte viele Beobachter, da Maddox den Ruf eines Anti-Establishment-Kandidaten besaß und Gray genau dieses Establishment repräsentierte. Maddox selbst führte seine Gründe für die Wahl Grays nie aus, aber es erscheint möglich, dass es sich um eine Art Dankeschön für Grays Unterstützung vor der Stichwahl gegen Arnall handelte. In den nächsten vier Jahren gelang es Gray, den Haushalt der Democratic Party of Georgia zu sanieren.

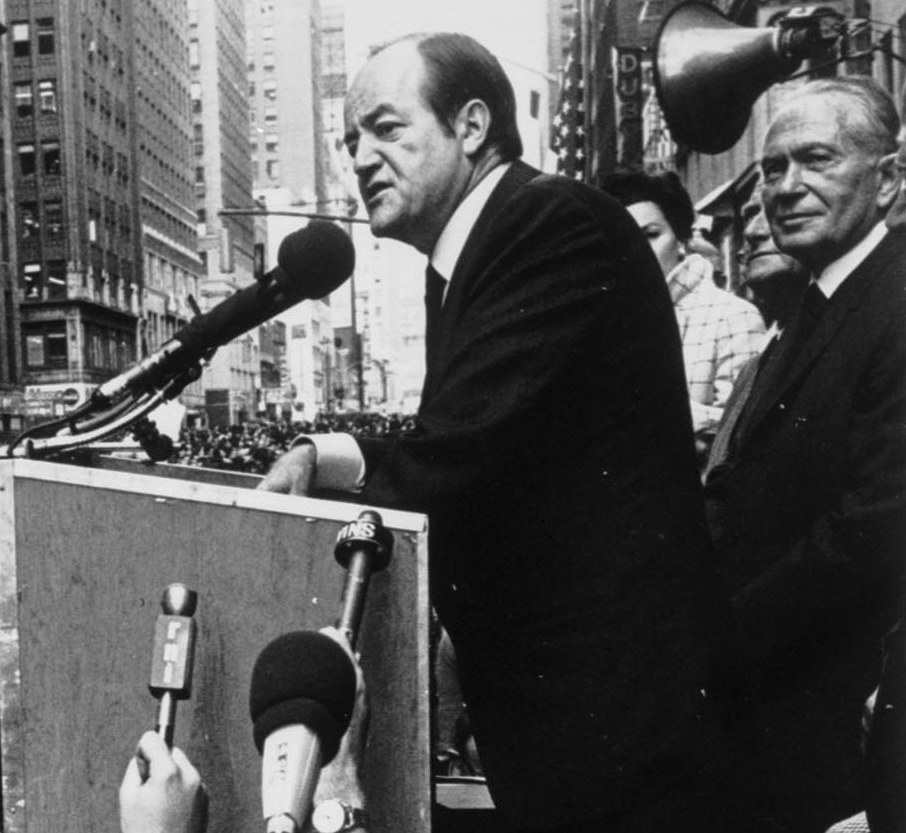
Bemühte sich um Grays Unterstützung: Hubert H. Humphrey im Wahlkampf 1968

In Grays zweite Amtszeit als Parteichef in Georgia fiel die Democratic National Convention 1968 in Chicago. Als Parteivorsitzender oblag es Gray, die Parteitagsdelegation von Georgia zusammenzustellen. Diese musste er dann von Gouverneur Maddox abzeichnen lassen. Da die Besetzung somit im Hinterraum entschieden werden konnte, bestand die Delegation entsprechend der politischen Haltung von Gray und Maddox hauptsächlich aus Unterstützern der Rassentrennung aus dem Lager der „Regulars“. Zwar waren einige „Loyalist“-Politiker wie Lieutenant Governor George Thornewell Smith und John Greer Teil der Delegation, Gray’s Vorschlag, mit Ex-Gouverneur Carl Sanders auch den bekanntesten Reformpolitiker Georgias aufzunehmen, hatte Maddox aber abgelehnt. Allerdings wurden einige Afroamerikaner Teil der Delegation, ohne dass aber das Niveau einer gerechten Repräsentation erreicht wurde. Die Delegation verstieß damit gegen die Satzungen der nationalen Demokratischen Partei, die eine möglichst gerechte Repräsentation von Weißen und Afroamerikanern einforderten. Parteipolitisch setzte sich die Delegation aus Unterstützern des favorisierten Präsidentschaftskandidaten Hubert H. Humphrey und des segregationistischen Südstaaten-Kandidaten George Wallace zusammen.
Im Gegensatz zu Maddox, der den meisten Kandidaten aufgrund ihrer Unterstützung der Bürgerrechtsbewegung kategorisch die Unterstützung versagte, war Gray mehr darauf bedacht, die Einheit der Partei zu wahren: Eine öffentliche Aussage Grays im Herbst 1967, dass die Demokraten von Georgia den Präsidentschaftskandidaten der Demokraten in jedem Fall unterstützen würden, wurde von Maddox heftig kritisiert. Nichtsdestotrotz verfolgte Gray diese Linie auch noch im Frühjahr 1968. Parallel kam es zu Gesprächen zwischen Humphrey sowie Gray und Georgias Landwirtschaftsminister Phil Campbell, die vom Humphrey-Lager als kooperationswillig eingestuft wurden. Sowohl Gray als auch Campbell blieben zwar während der Vorwahlen offiziell neutral, doch nach den Treffen vermehrten sich Gerüchte, dass beide nach der Nominierung Humphreys eine zentrale Rolle im Wahlkampf Humphreys in Georgia einnehmen sollten. Dieser Deal lief letztendlich auf eine Art quid pro quo heraus: Humphrey sollte die Unterstützung der „Regulars“ von Georgia erhalten, während das Humphrey-Lager eine zu heftige Kritik an den Demokraten in Georgia für ihre Unterstützung der Rassentrennung verhindern sollte. Humphrey war zudem zwar wesentlich liberaler eingestellt als Gray und Campbell, aber immer noch moderater gesinnt als Humphreys Mitbewerber Eugene McCarthy und der während der Vorwahlen ermordete Robert F. Kennedy. Als Maddox unmittelbar vor dem Parteitag eine eigene Bewerbung um die Präsidentschaftskandidatur bekannt gab, verzichtete Gray darauf, ihm öffentlich die Unterstützung auszusprechen. Maddox’ Bewerbung unterlief allerdings Grays Deal mit Humphrey, da sie die Loyalität der Delegation Georgias gegenüber Humphrey mehr als in Frage stellte. Für die Vizepräsidentschaft unterstützte Gray die Kandidatur von Georgias moderatem Ex-Gouverneur Carl Sanders, der aber nie näher in Betracht gezogen wurde.
Die informelle Vereinbarung zwischen Gray und Humphrey wurde weiter in Frage gestellt, als die offizielle Delegation der Demokraten von Georgia vor dem Parteitag von einigen „Loyalists“ herausgefordert wurde. Diese hoben den undemokratischen Auswahlprozess und die Unterrepräsentation von Afroamerikanern, aber auch die zweifelhafte Loyalität von Gray und Maddox zur nationalen Partei hervor. Die ursprünglich durch das reformorientierte Georgia Democratic Party Forum und das Wahlkampfteam von Eugene McCarthy initiierte Kampagne wurde bald von anderen bürgerrechtsnahen Reformpolitikern wie Julian Bond unterstützt. Auf einem eigenen Parteitag stellten die Herausforderer eine eigene Delegation zusammen, die anschließend vor dem Credentials Committee der nationalen Partei beantragte, als einzig offizielle Delegation Georgias auf dem Parteitag zugelassen zu werden. Besonders die Anwesenheit von Maddox, der auch auf nationaler Ebene als segregationistischer Provokateur wahrgenommen wurde, verschlechterte die Stellung der „Regular“-Delegation. Trotz verschiedener Bemühungen Grays und dem Rückzug Maddox’ aus der Delegation gab das Credentials Committee dem Antrag der „Loyalists“ teilweise statt und schlug vor, dass beide Delegationen zugelassen werden und je die Hälfte der Stimmen Georgias erhalten sollten. Dieser Kompromiss stellte für die „Regulars“ eine vernichtende Niederlage dar, da er drohte, die innerparteiliche, bürgerrechtsnahe Opposition in Georgia zu legitimieren. Gray drohte daher, Hubert Humphrey die Unterstützung zu entziehen, dem er zu wenig Rückhalt gegenüber den „Regulars“ von Georgia vorwarf. Als der Parteitag den Vorschlag des Credentials Committee dennoch in einer Abstimmung annahm, verließen Gray und 19 weitere „Regulars“ den Parteitag aus Protest. Der daraus entstehende Tumult förderte die öffentliche Wahrnehmung der Convention als chaotische Veranstaltung.

Ergebnis der Präsidentschaftswahl 1968: Wallace war besonders in Südstaaten wie Georgia stark

Im Laufe des Parteitags erhielt Gray in der Abstimmung um die Präsidentschaftskandidatur der Demokraten aus dem Lager der „Regulars“ von Georgia eine halbe Stimme. Sieger der Abstimmung wurde Humphrey mit 1740,25 Stimmen, der auch von einer Mehrheit der „Regulars“ von Georgia unterstützt wurde. Dennoch gab Gray im Anschluss an den Parteitag bekannt, dass die Democratic Party of Georgia nicht die Kandidatur Humphreys, sondern den Segregationisten George Wallace aus Alabama unterstützen werde, der als Kandidat der American Independent Party antrat. Tatsächlich gewann Wallace am Wahltag die meisten Stimmen in Georgia. Parallel liefen mehrere moderate „Regulars“ wie Landwirtschaftsminister Phil Campbell aus Enttäuschung über den Bürgerrechtskurs der nationalen Demokraten und deren Unterstützung für die „Loyalists“ zu den Republikanern über, die mit Richard Nixons „Southern Strategy“ aktiv um die Unterstützung konservativer Südstaatler geworben hatten.
In den nächsten Monaten zeigte sich immer mehr, dass der Konflikt um die Parteitagsdelegation die innerparteiliche Stellung der „Regulars“ massiv geschwächt hatte. Die Rückendeckung der nationalen Partei und die zunehmende Zersplitterung des Lagers der „Regulars“ führten dazu, dass sich die „Loyalists“ mit ihren Positionen immer mehr durchsetzen konnten. Forderungen nach einem demokratischeren Auswahlverfahren für Parteitagdelegationen wurden immer lauter. Gray beauftragte daher 1969 eine Kommission mit einer Ausarbeitung neuer Regeln für die Auswahl von Delegierten. Als sich aber diese Kommission für eine umfassende Demokratisierung des Prozesses aussprach, lehnte Gray alle Vorschläge ab; aus dem Lager der „Loyalists“ wurde er daraufhin als „diktatorisch“ bezeichnet. Für die Gouverneurswahl 1972 fand sich schließlich kein einziger bekannter „Regular“-Kandidat für die demokratischen Vorwahlen, die schließlich Jimmy Carter für sich entscheiden konnte, der die Unterstützung von sowohl „Regulars“ als auch „Loyalists“ suchte. Carter gewann auch die Hauptwahl und schlug nach seinem Amtsantritt einen reformorientierten Kurs ein. Parallel gab James Gray sein Amt an den Carter-Unterstützer David H. Gambrell ab.

## Späte Jahre: Bürgermeister von Albany (1973–1986), unternehmerischer Erfolg und Tod
Carters Aufstieg und die zunehmende Liberalisierung der Politik Georgias in Bezug auf die Rassentrennung setzten Grays politischer Karriere auf bundesstaatlicher Ebene ein Ende. Vereinzelt verkündete er in den nächsten Jahren noch seine Unterstützung für bestimmte politische Kandidaten: Bei den Gouverneurswahlen 1974 stellte er sich überraschend hinter Lester Maddox anstelle des wirtschaftsfreundlichen Anwalts George Busbee aus seiner Heimatstadt Albany, bei den Präsidentschaftswahlen 1976 und 1980 bevorzugte er die Republikaner Gerald Ford bzw. Ronald Reagan gegenüber Carter. Unterdessen zog sich Gray in die Lokalpolitik zurück: Nach dem Tod des bisherigen Amtsträgers wurde Gray 1973 zum kommissarischen Bürgermeister von Albany bestimmt und 1975 für eine volle Amtszeit gewählt. Letztlich hatte er das Amt bis zu seinem Tod 1986 inne.
1975 befand die Federal Communications Commission, dass Gray in Albanys Medienlandschaft eine Monopolstellung eingenommen habe, und forderte ihn zum Aufbrechen des Monopols auf. Geschäftlich erweiterte Gray sein Portfolio im Laufe der Zeit auch auf andere Geschäftsfelder. Unter anderem wurde er im Autoverleih und in der Gastronomie aktiv. 1984 versuchte er erfolglos, als Teil eines Konsortiums das Baseballteam Boston Red Sox zu kaufen. Der Albany Herald, nach wie vor in Grays Besitz, mittlerweile aber im Tagesgeschäft von seinen zwei Söhnen geführt, war Stand Mitte der 1980er Jahre nach dem Atlanta Journal  das zweitgrößte Abendblatt Georgias und die führende Tageszeitung im Südwesten des Bundesstaates.
Gray starb Mitte September 1986 mit 71 Jahren nach einem Herzinfarkt in einem Krankenhaus in Boston. Er hatte sich dort einen vaskulären Bypass am linken Bein legen lassen. Er hinterließ seine drei Kinder und seine zweite Ehefrau, die er 1974 geheiratet hatte. Seine erste Ehe war 1963 in der Scheidung geendet. Zum Zeitpunkt seines Todes hielt Gray 50,5 % der Anteile von Gray Communications System, die zu diesem Zeitpunkt gut 50 Millionen US-Dollar wert waren. Testamentarisch vererbte er diese Anteile an seine drei Kinder in Form eines Trusts. Da keines der Kinder seinen Anteil ohne Zustimmung der Anderen verkaufen konnte, aber auch kein Kind genug Kapitel für den Auskauf der anderen oder für die Begleichung der Erbschaftssteuer besaß, kam es zu mehreren gerichtlichen Auseinandersetzungen unter Beteiligung der einzelnen Erben und des Verwalters des Trusts. 1993 verkauften alle drei Kinder ihre geerbten Anteile an ein Investmentunternehmen aus Atlanta. Anschließend schlug Gray Communications Systems nach einer zwischenzeitlichen Krisenzeit einen Wachstumskurs ein und wurde später in „Gray Television“ umbenannt. Heute heißt das Unternehmen „Gray Media“.

## Politische Positionen
Als Eigentümer des Albany Herald nutzte Gray die Tageszeitung als Fundament seiner politischen Macht. Regelmäßig publizierte er im Herald Editorials zu diversen politischen Fragen, die zwar häufig nicht signiert waren, aber letztlich doch klar Gray zugeordnet werden konnten. Eine besondere Rolle in seinem politischen Programm nahm die Unterstützung der Rassentrennung ein, die sich wie ein roter Faden durch seine politische Karriere zog. Bereits 1946, als er vor dem Rotary Club und der Handelskammer Albanys eine erste große politische Rede gab, war die Rassentrennung das Hauptthema: Er verteidigte sie als „einzig machbare Lösung“ für die „Rassenfrage“, da die Gesellschaft „eine Demarkationslinie zwischen den zwei Rassen“ benötige. Obwohl er selbst aus den Nordstaaten stammte, sprach er in der gleichen Rede den Südstaaten-Demokraten seine Sympathie aus und lehnte eine Einmischung der Nordstaaten in die Politik des Südens ab. Dieser Gegensatz zwischen seiner Herkunft und seinen politischen Positionen trat besonders auf der Democratic National Convention 1960 in Erscheinung, als er den minority report mit den typischen politischen Forderungen des Deep South in seinem Nordstaaten-Dialekt vortrug. Die dadurch auffallende Rede erhielt umso mehr öffentliche Aufmerksamkeit.

Die Rassentrennung in Schulen war während der Jim-Crow-Ära besonders in den Südstaaten omnipräsent

Wenngleich Gray ein Unterstützer der Rassentrennung blieb, milderte er seine Position im Laufe der Zeit ab. Noch Anfang 1961 unterstützte er die Südstaaten-Strategie der „massive resistance“ gegen die Integrationsvorgaben des Bundes, also des maximalen politischen Widerstandes gegen die Aufhebung der Rassentrennung durch Entscheidungen des Bundes. Damals gab Georgias Gouverneur Ernest Vandiver diese Strategie in Bezug auf Georgias Schulen auf, was in Folge früherer  Supreme-Court-Urteile zur Rassentrennung im Bildungsbereich (Brown v. Board of Education) geschah. Vandiver hatte daraufhin die sogenannte Sibley Commission eingesetzt, die nach Lösungen für den Umgang mit den Integrationsvorgaben suchen sollte und sich letztlich dafür aussprach, nicht mit koordinierter massive resistance vorzugehen, sondern den einzelnen Schuldistrikten eine individuelle Lösung zu ermöglichen. Gray selbst hatte als Zeuge vor der Kommission ausgesagt. Obwohl er ursprünglich an der Entstehung der Kommission mitgewirkt hatte, hielt er das Ergebnis der Kommission für falsch und bezeichnete die sogenannte local option als „Irrlicht“. Vandivers Entscheidung, die Strategie der massive resistance tatsächlich aufzugeben, bezeichnete er öffentlich als Verrat an den Werten des Südens. Im gleichen Jahr verglich Gray während des Albany Movements die Taktiken der Bürgerrechtsbewegung mit der Propagandamaschinerie Hitlers. In einer Fernsehansprache, die über seine eigene TV-Station in Albany ausgestrahlt wurde, behauptete er, dass die Bürgerrechtler nicht mehr als eine linke, wenn nicht kommunistische „Zelle professioneller Agitatoren“ mit einem „Wutanfall“ seien. Die Rassentrennung als „System“ habe sich dagegen „über die Jahre als friedlich und bereichernd“ bewährt.
Nach der Einführung des Civil Rights Acts gestand Gray allerdings in einem Editorial im Albany Herald ein, dass das Prinzip der race nicht auf tatsächliche biologische Unterschiede zurückzuführen sei, sondern auf Basis subjektiver Wahrnehmungen sozial konstruiert werde. Allerdings verband er dies mit Kritik an dem Bundesgesetz: Legislative Maßnahmen des Bundes wie der Civil Rights Act würden nur an der Oberfläche kratzen und nicht die Gesellschaft der Südstaaten ändern, die zu sehr an das Prinzip der Rassentrennung gewöhnt sei. Im Gegenteil würde das Gesetz die Situation noch verschlimmern, da es die Wahrnehmung verschiedener races forciere: Die verschiedenen races – auch Weiße – würden sich ihrer kollektiven Identität nun noch mehr bewusst werden, eine größere gesellschaftliche Spaltung sei die Folge. In seinem Gouverneurswahlkampf 1966 wandte er sich erneut gegen die bundespolitischen Desegregationsmaßnahmen, insbesondere im Bezug auf die Bildungspolitik. Bundesrichtlinien zur Desegregation in Schulen attackierte er als verfassungswidriges Instrument, das vom Bund genutzt werde, um Schulen zu „Propagandafabriken“ umzubauen und die Schülerschaft zu „indoktrinieren“ und zu „Robotern“ auszubilden. Er betonte zugleich die Bedeutung von dezentraler Kontrolle über die Bildungspolitik. Darüber hinaus wetterte er im Gouverneurswahlkampf gegen den „Sozialismus“ und den „Kommunismus“ und warnte vor der Gefahr linker Politik. Diese Schlagwörter teilte er mit Lester Maddox, dessen eskalative Rhetorik ihm ansonsten aber fremd war: Während Maddox zum offenen Widerstand gegen die Aufhebung der Rassentrennung aufrief, versuchte sich Gray in der Tradition von Herman Talmadge eher als „responsible segregationist“, also als „verantwortungsvoller Rassentrenner“, zu präsentieren. Als Bürgermeister von Albany suchte er schließlich aktiv auch die Unterstützung der afroamerikanischen Bevölkerung. Der Historiker Donald L. Grant resümierte: „Gray hörte auf, gegen den Fortschritt [der Bürgerrechtsbewegung] zu kämpfen, und wirkte zum Nutzen von Albany.“

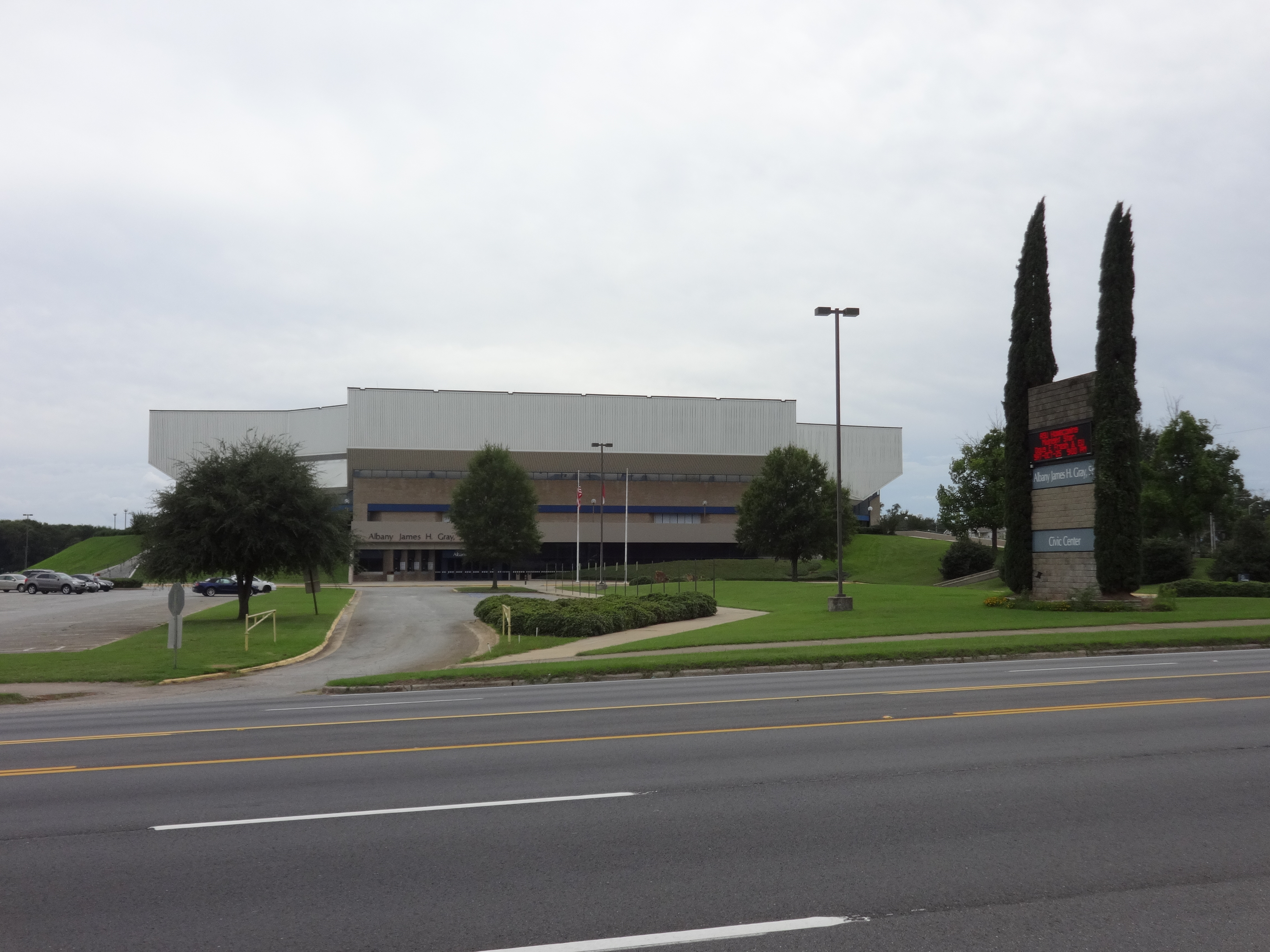
Albany James H. Gray Civic Center (2014)

Neben der Unterstützung der Rassentrennung trat Gray vor allem mit unternehmerfreundlichen und wirtschaftskonservativen Positionen in Erscheinung. Bereits Anfang der 1960er Jahre warb er als Lokalpolitiker in Albany für ein stadtpolitisches Unterfangen, um über Anleihen Gelder für den Ausbau der öffentlichen Infrastruktur zu sammeln. Auch seine Rolle als Eigentümer des Albany Herald bzw. die Rolle der Zeitung im Alltagsleben der Stadt begriff er im Sinne der Erzeugung und Unterstützung von Fortschritt in der Gemeinde, wodurch die Zeitung während des Wirtschaftsbooms in Albany in der Nachkriegszeit eine Führungsrolle einnahm. Im Gouverneurswahlkampf 1966 forderte er wie Barry Goldwater im Präsidentschaftswahlkampf 1964 mehr „law and order“ und trat für einen schlankeren Staat ein. Den bald favorisierten Ellis Arnall griff er als „Weihnachtsmann-Kandidat“ an, der seine politischen Versprechungen nur mit Steuererhöhungen erreichen könne. Als Bürgermeister setzte er sich in den 1970er Jahren für den Bau der Albany Mall und in den 1980er Jahren für den Bau des Albany Civic Center ein. Beide Projekte veränderten einschneidend die Stadtgesellschaft und die städtische Wirtschaft: Als etwas außerhalb gelegenes Einkaufszentrum konzentrierte zwar die Albany Mall das Geschäftsleben der Stadt an einem Punkt, sorgte aber auch für den zunehmenden Verfall der Innenstadt. Der Bau des Albany Civic Center war deshalb Teil einer städtischen Strategie zu deren Wiederbelebung, die Gray mit drei Millionen US-Dollar seines eigenen Vermögens unterstützte. Die Fertigstellung des Albany Civic Center erlebte Gray nicht mehr und sein Tod stellte das Projekt kurzzeitig in Frage, doch der Bau wurde letztlich vollendet. Ihm zu Ehren heißt das Gebäude heute offiziell Albany James H. Gray Civic Center.
In ihrem Eintrag zu Gray in der American National Biography resümierte Barbara A. Brannon, dass Gray eine „schwer zu greifende Person“ gewesen sei, die „talentiert im Beeinflussen der öffentlichen Meinung und politischer Entscheidungen“ gewesen sei und „ein sich widersprechendes Erbe aus Konservativismus und Fortschritt“ hinterlassen habe. Eine umfassende Aufarbeitung von Grays Leben und Wirken ist bislang ausgeblieben.